# Église catholique au Liechtenstein
L'Église catholique au Liechtenstein (en allemand : « Katholische Kirche in Liechtenstein), désigne l'organisme institutionnel et sa communauté locale ayant pour religion le catholicisme au Liechtenstein. 
L'Église au Liechtenstein est organisée en une unique juridiction archiépiscopale non métropolitaine, l'archidiocèse de Vaduz, qui n'est pas soumis à une juridiction nationale au sein d'une église nationale mais qui est une Église particulière exemptée soumise immédiatement à la juridiction universelle du pape, évêque de Rome, au sein de « l'Église universelle ».  
L'archidiocèse de Vaduz rassemble toutes les paroisses du Liechtenstein. 
En étroite communion avec le pape, l'archevêque de Vaduz n’est membre d'aucune conférence épiscopale. 
L'Église catholique est autorisée par l'article 37 de la Constitution du Liechtenstein qui garantit également l'exercice des autres confessions,,.  
L'Église catholique est la confession religieuse comptant le plus de fidèles au Liechtenstein. 

## Histoire
L'archidiocèse de Vaduz a été détachée du diocèse de Coire (Suisse) par le pape Jean-Paul II le 22 décembre 1997 et depuis son archevêque n’appartient plus à la conférence des évêques suisses. Elle a son siège à la cathédrale Saint-Florin de Vaduz. De 1997 à 2023, l'archevêque est Wolfgang Haas.  
En étroite communion avec le pape, l'Église catholique au Liechtenstein est autorisée par l'article 37 de la Constitution du Liechtenstein qui garantit également l'exercice des autres confessions,,. 
Le 15 novembre 2012, la Diète (parlement) vota l'abandon de la seule religion d'État du Liechtenstein, la religion catholique, et demanda la révision du concordat au Saint-Siège. Depuis la procédure est toujours en cours en raison d’un sauf-conduit permettant à chaque municipalité de choisir son régime financier vis-à-vis de l’Église.
L’Église catholique entretient de bonnes relations avec les autres confessions chrétiennes: les réformés, les luthériens et les orthodoxes.

## Statistiques
Dans une population de 38 244 habitants, l'Église catholique est le premier groupe sociologique avec 75,9 % de fidèles, suivi des sans-religion 8 %, des protestants 7,8 %, et des musulmans 5.4%.